# Govern de les Illes Balears 2003-2007
El Govern de les Illes Balears de la sisena legislatura (2003-2007) fou un govern monocolor del Partit Popular Balear, ja que aquest partit polític obtingué la majoria absoluta a les eleccions al Parlament de les Illes Balears de 2003. Estigué en funcions des del juliol de 2003 fins al 9 de juliol de 2007.
President: Jaume Matas Palou.

## Composició
| President: Jaume Matas Palou (PP) |

| 1 de juliol de 2003                        | 14 d'octubre de 2003                       | 21 de maig de 2004                         | 20 d'octubre de 2005                       |                                            |                              |                              |
| Vicepresidència i Relacions Institucionals | Rosa Estaràs Ferragut (PP)                 | Rosa Estaràs Ferragut (PP)                 | Rosa Estaràs Ferragut (PP)                 | Rosa Estaràs Ferragut (PP)                 |                              |                              |
| Turisme i Portaveu                         | Joan Flaquer Riutort (PP)                  | Joan Flaquer Riutort (PP)                  | Joan Flaquer Riutort (PP)                  | Joan Flaquer Riutort (PP)                  |                              |                              |
| Obres Públiques, Habitatge i Transports    | Margarita Isabel Cabrer González (PP)      | Margarita Isabel Cabrer González (PP)      | Margarita Isabel Cabrer González (PP)      | Margarita Isabel Cabrer González (PP)      |                              |                              |
| Medi Ambient                               | Jaume Font Barceló (PP)                    | Jaume Font Barceló (PP)                    | Jaume Font Barceló (PP)                    | Jaume Font Barceló (PP)                    |                              |                              |
| Interior                                   | José María Rodríguez Barberá (PP)          | José María Rodríguez Barberá (PP)          | José María Rodríguez Barberá (PP)          | José María Rodríguez Barberá (PP)          |                              |                              |
| Economia, Hisenda i Innovació              | Lluís Àngel Ramis de Ayreflor Cardell (PP) | Lluís Àngel Ramis de Ayreflor Cardell (PP) | Lluís Àngel Ramis de Ayreflor Cardell (PP) | Lluís Àngel Ramis de Ayreflor Cardell (PP) |                              |                              |
| Comerç, Indústria i Energia                | Josep Juan Cardona (PP)                    | Josep Juan Cardona (PP)                    | Josep Juan Cardona (PP)                    | Josep Juan Cardona (PP)                    |                              |                              |
| Educació i Cultura                         | Francesc Fiol Amengual (PP)                | Francesc Fiol Amengual (PP)                | Francesc Fiol Amengual (PP)                | Francesc Fiol Amengual (PP)                |                              |                              |
| Salut i Consum                             | Aina Maria Castillo Ferrer (PP)            | Aina Maria Castillo Ferrer (PP)            | Aina Maria Castillo Ferrer (PP)            | Aina Maria Castillo Ferrer (PP)            |                              |                              |
| Presidència i Esports                      | Maria Rosa Puig Oliver (PP)                | Maria Rosa Puig Oliver (PP)                | Maria Rosa Puig Oliver (PP)                | Maria Rosa Puig Oliver (PP)                |                              |                              |
| Agricultura i Pesca                        | Tomàs de Villanueva Cortés Cortés (PP)     | Margalida Moner Tugores (PP)               | Margalida Moner Tugores (PP)               | Margalida Moner Tugores (PP)               | Margalida Moner Tugores (PP) |                              |
| Treball i Formació                         | Guillermo de Olives Olivares (PP)          | Guillermo de Olives Olivares (PP)          | Cristòfol Huguet Sintes (PP)               | Cristòfol Huguet Sintes (PP)               | Cristòfol Huguet Sintes (PP) | Cristòfol Huguet Sintes (PP) |
| Immigració i Cooperació                    |                                            |                                            |                                            | Encarnación Pastor Sánchez (PP)            |                              |                              |